# Dale Weldeau Jorgenson
Dale Weldeau Jorgenson (7. května 1933 Bozeman, Montana – 8. června 2022, Cambridge, Massachusetts) byl profesorem na Harvardově univerzitě v oboru ekonomie a profesorem na Harvard Kennedy School. Dále sloužil jako předseda oboru ekonomie v letech 1994 až 1997.

## Ocenění a členství
Jorgenson byl ohodnocen členstvím v Americké filozofické společnosti (1998), Královské švédské akademii věd (1989), Národní akademii věd Spojených států amerických (1978) a na Americké akademii umění a věd (1969). Byl zvolen jako člen do Americké asociace pro rozvoj vědy (AAAS) (1982), Americké statistické asociace (1965), a Ekonometrické společnosti (1964). Byl mu udělen čestný doktorát fakultou sociálních věd na univerzitě v Uppsale (1991), univerzitou v Oslu (1991), univerzitou Keio v Tokiu (2003), univerzitou v Mannheimu (2004), univerzitou v Římě (2006), Vysokou školou ekonomickou ve Stockholmu (2007), Čínskou univerzitou v Hongkongu (2007) a univerzitou Kansai (2009).
Jorgenson sloužil jako prezident Americké ekonomické asociace v roce 2000 a v roce 2001 byl jmenován významným členem asociace. V roce 1991 byl jedním ze zakládajících členů výboru pro vědu, technologie a ekonomické zásady v Národní radě pro výzkum, a sloužil jako předseda rady v letech 1998 až 2006. Dále byl předsedou sekce 54, ekonomických věd v Národní akademii věd Spojených států amerických mezi lety 2000 až 2003, a byl prezidentem Ekonometrické společnosti pro rok 1987. V roce 2000 byl prezidentem Americké ekonomické asociace. Dnes zastává pozici viceprezidenta ve Společnosti pro ekonomická měření (SEM).

V roce 1971 mu bylo uděleno prestižní ocenění Medaile Johna Batese Clarka Americké ekonomické společnosti. Medaile je udělována každoročně a to ekonomovi, kterému se do svých čtyřiceti let podařilo dosáhnout významného příspěvku v oboru ekonomie. Citace z ocenění:
„Dale Jorgenson svou prací ovlivnil čistou ekonomickou teorii (např. prací na růst duální ekonomie) a statistickou metodu (např. systémem metod odhadu racionálního distribuované zpoždění). Jeho hlavní oblast expertízy je na pomezí ekonomie a analýzy. Jeho dlouholeté zkoumání determinantů pro investiční výdaje budou jistě dlouho mezi nejlepšími příklady v úzkém vztahu teorie a praxe v ekonomii.“
Je také zastáncem uhlíkové daně z emisí skleníkových plynů jako prostředku ke snížení globálního oteplování. Jeho výzkum byl také použit k obhajobě FairTax, návrhu daňové reformy ve Spojených státech nahradit všechny federální daně ze mzdy a daně z příjmu (firemní i osobní) národní maloobchodní daní z prodeje a měsíční daňové slevy pro domácnosti občanů a legálních zahraničních rezidentů. Nicméně, Jorgenson podporuje daňový plán jeho vlastní výroby, který nazývá Efektivní zdanění příjmů. Je popsán v jeho knize Investice. Tento přístup by zavedl různé daňové sazby na příjmy typu nemovitosti a příjmy z práce.

## Výzkum
Jorgensonova práce z roku 1963 s názvem „Teorie kapitálu a investiční chování“ představila všechny důležité rysy kapitálových nákladů použitých v následující literatuře. Jeho hlavními inovacemi byly odvození investiční poptávky z modelu kapitálu jako výrobního faktoru a začlenění daňového zacházení s kapitálovými příjmy do ceny vstupního kapitálu. V roce 1971 Jorgenson zkoumal empirický výzkum investic v Časopise ekonomické literatury. Ve stejném roce mu byla udělena Medaile Johna Batese Clarka Americké ekonomické asociace za výzkum investičního chování. V roce 2011 byla Jorgensonova práce vybrána jako jedna z 20 nejlepších prací publikovaných v prvních 100 letech Amerického ekonomického hodnocení.

### Rozhodující role investic
V roce 2005 Jorgensen vysledoval obnovu amerického ekonomického růstu ke zdrojům v jednotlivých odvětvích průmyslu ve své knize „Information Technology and the American Growth Resurgence“, kterou napsal spolu s autory Mun S. Ho a Kevin J. Stiroh.
V této knize využili rámec dříve popsaný Jorgensonem, Frank M. Gollopem a Barbarou M. Fraumeni. K němu přidali detailní informace o investicích do informačních technologií a softwaru.
Jorgenson a jeho spoluautoři ukázali, že investice do lidského i finančního kapitálu byli zdrojem více než 80 % ekonomického růstu USA v předchozích padesáti letech, zatímco růst v celkové produktivitě výrobních faktorů byl zdrojem pouze 20 % celkového růstu. Jorgensen a Khuong Vu zaznamenali podobné výsledky i u světové ekonomiky.

### Nová architektura národních účtů
Jorgenson a Steven Landefeld (ředitel amerického Úřadu pro ekonomickou analýzu) navrhli nový systém národních účtů, který zapojuje cenu kapitálu veškerého majetku, včetně výbavy informačních technologií a softwaru. Tento nový systém prezentovali v knize vydané v roce 2006, společně s Williamem Nordhausem.
V březnu 2007 bylo Statistickou komisí OSN doporučeno, aby byly Jorgensonovy změny zavedeny do Systému národních účtů OSN za rok 2008. OECD manuál vydaný Paulem Schreyerem, „Measuring Capital“, má sloužit jako návod praktikantům tohoto systému. Tato „nová architektura“ byla v roce 2008 také podpořena Poradním výborem pro měření inovací v 21. století.
V roce 2009 Jorgenson uvedl aktualizovanou verzi „nové architektury“ ve svém výstupu před Mezinárodní asociací pro výzkum příjmů a bohatství.
Světová iniciativa KLEMS, která má podporovat ekonomický růst a rozvoj ve světě, byla založena na Harvardově univerzitě mezi srpnem 19. a 20. 2010. Její databáze má časem obsahovat národní účty pro více než 40 zemí na úrovni jednotlivých průmyslů, a má využívat veličiny kapitál (K), práci (labour-L), energii (E), materiál (M) a služby (S). Účty pro 25 z 27 členů EU byly dokončeny 30. června 2008, za pomoci osmnácti výzkumných týmů z EU.
Tato iniciativa také ve své databázi obsahuje národní účty Austrálie, Kanady, Japonska, Koreje a USA (založené na metodologii Jorgensona, Ho a Stiroha.) Národní účty KLEMS jsou dnes součástí oficiálních národních účtů Austrálie, Kanady a pěti evropských států. Světová iniciativa KLEMS v budoucnu do tohoto systému zapojí důležité rostoucí ekonomiky, jako např. Argentinu, Brazílii, Chile, Čínu, Indii, Indonésii, Mexiko, Rusko, Turecko a Taiwan.

### Měření blahobytu
Jorgenson v roce 1990 navrhl ekonometrické metody pro měření blahobytu ve svém proslovu k Ekonometrickému sdružení. Tyto metody zapříčinily nový přístup k formám měření životních nákladů a vznik nového měřítka pro standardy života, nerovnosti a chudoby.

### Hodnocení alternativních opatření
V roce 1993 Jorgenson a Peter J. Wilcoxen posoudili toto zhodnocení opatření týkajících se energie, životního prostředí, obchodu a daňových politik, založených na modelech ekonometrické obecné rovnováhy, které Jorgenson vynalezl společně s Ho a Wilcoxenem. Sjednocujícím rámcem byl koncept mezičasového systému cen. Tento systém balancuje momentální poptávky a zásoby produktů a faktory produkce. Ceny aktiv jsou spojeny se současnými hodnotami budoucích kapitálových služeb skrz racionální rovnováhu očekávání. Dlouhodobá dynamika ekonomického růstu je zachycena skrz spojení mezi kapitálními službami, kapitálovými akciemi, a předchozími investicemi. Alternativní opatření jsou porovnávány z hlediska dopadu změn opatření na životní úroveň jednotlivců i společnosti. Tento přístup byl zapojen do oficiálních pokynů americké Environmental Protection Agency pro přípravu ekonomických analýz.

## Díla
- Optimal Replacement Policy, společně s J. J. McCall a R. Radner, Amsterdam 1967
- Measuring Performance in the Private Economy of the Federal Republic of Germany 1950–1973, Tübingen 1975
- Productivity and U.S. Economic Growth, s F. M. Gollop a B. M. Fraumeni, Cambridge 1987
- Tax Reform and the Cost of Capital, s K.-Y. Yun, Oxford 1991
- International Comparisons of Economic Growth, Cambridge 1995
- Postwar U.S. Economic Growth, Cambridge 1995
- Capital Theory and Investment Behavior, Cambridge 1996
- Tax Policy and the Cost of Capital, Cambridge 1996
- Aggregate Consumer Behavior, Cambridge 1997
- Measuring Social Welfare, Cambridge 1997
- Econometric General Equilibrium Modeling, Cambridge 1998
- Energy, the Environment, and Economic Growth, Cambridge 1998
- Econometric Modeling of Producer Behavior, Cambridge 2000
- Lifting the Burden: Tax Reform, the Cost of Capital, and U.S. Economic Growth, Cambridge 2001
- Economic Growth in the Information Age, Cambridge 2002
- Information Technology and the American Growth Resurgence, Cambridge 2005
- A New Architecture for the U.S. National Accounts, s J. Steven Landefeld a William D. Nordhaus, Chicago 2006